# Шут
Шут е синоним на клоун, смешник, но се асоциира основно и предимно с европейското Средновековие.
Шутовете се обличат с ярки цветове и причудливи шапки със звънци на тях. Шутът се е считал като своеобразен, символичен „близнак“ на царя. Той дори има свой скиптър.
Шутовете са с големи артистични дарби, но на тях се е гледало или като на недоразвити деца или като на психично болни, луди. Традицията на шутовете свършва, когато Чарлз I е свален от трона по време на гражданската война. Чарлз II не подновява традицията и тя изчезва по време на Просвещението и Реформацията.
Шутовете са едни от основните фигури в произведенията на Шекспир. Сред най-известните шутове в историята е Ян Лакоста (Пьотр Дорофеевич), придворен шут на първия руски император Петър Велики.